# Aziz Mian
Aziz Mian Qawwal (urdu: عزیز میاں قوال‎) (Deli, 17 de abril de 1942 — Teerã, 6 de dezembro de 2000) foi um dos principais qawwals paquistaneses e também famoso por cantar ghazals em seu estilo único de qawwali. Aziz Mian é honrosamente considerado como Shahenshah E Qawwali, que significa O Rei Supremo do Qawwali, ele é considerado um dos maiores cantores de Qawwali de todos os tempos. Ele detém o recorde de cantar o qawwali mais longo lançado comercialmente, Hashr Ke Roz Yeh Poochhunga, que dura pouco mais de 150 minutos. Ele também era conhecido por dois apelidos - "Fauji Qawwal" (Cantor militar), já que suas primeiras apresentações eram frequentemente em quartéis do exército e "o qawwal nietzschiano".

## Biografia
Aziz Mian nasceu como Abdul Aziz (urdu: عبد العزیز) em Deli, Índia Britânica. A exclamação Mian, que ele costumava usar em seus qawwalis, tornou-se parte de seu nome artístico. Ele começou a se apresentar como Aziz Mian Meeruthi. A palavra Meeruthi se refere a Meerut, uma cidade no norte da Índia, de onde ele migrou para o Paquistão em 1947.
Aos dez anos, ele começou a aprender harmônio sob a tutela de Ustad Abdul Wahid Khan de Lahore. Ele recebeu dezesseis anos de treinamento na Data Ganj Baksh School de Lahore, e obteve o mestrado (MA) em literatura urdu, árabe e persa e bacharelado em inglês pela Universidade de Punjab, Lahore.

### Carreira
Aziz Mian foi um dos não tradicionais Qawwals do Paquistão. Sua voz era rouca e poderosa. Aziz Mian foi o único qawwal proeminente a escrever suas próprias letras (embora, como outros, ele também cantasse canções escritas por outros poetas). Aziz Mian foi um contemporâneo e muitas vezes um concorrente dos Sabri Brothers.
Ele começou a se apresentar em reuniões privadas. No entanto, sua 'largada' oficial veio em 1966, quando se apresentou diante do Xá do Irã Reza Pahlavi. O Xá do Irã ficou tão comovido com sua performance que deu a Aziz Mian uma medalha de ouro. A partir desse momento, Aziz Mian ganhou popularidade e passou a lançar álbuns. Além de cantar qawwalis, ele também era um especialista em cantar ghazals. Ele se tornou um membro notável da comunidade qawwal devido à sua voz única e nítida. Nos primeiros dias de sua carreira, ele foi apelidado de Fauji Qawwal (urdu : فوجی قوال "Qawwal militar") porque a maioria de suas apresentações iniciais foram em quartéis militares para o pessoal do exército. Ele era conhecido por uma "dicção mais recitativa e dramática" e inclinava-se para as qualidades religiosas do qawwali em vez do entretenimento, embora também tivesse sucesso em mais ashiqana sufi qawwalis.
Ele gostava de discutir paradoxos religiosos e sufis em seus qawwalis. Ele se dirigiu diretamente a Allah e reclamou da miséria do homem (a maior criação do Todo-Poderoso). Além de sua própria poesia, Aziz Mian executou poesia de Allama Iqbal e vários poetas urdu contemporâneos, incluindo Allama Iqbal , Qamar Jalalvi , Jigar Moradabadi, Tabish Kanpuri, S M Sadiq, Saifuddin Saif e Qateel Shifai.

## Morte
Aziz Mian morreu de complicações de hepatite em Teerã, Irã, em 6 de dezembro de 2000. Ele estava no Irã a convite do Governo do Irã, para se apresentar por ocasião do aniversário de morte do Imam Ali. Ele está enterrado em Multan, às margens do Nau Bahar Nehar [Canal]. Seu aniversário de morte (Urs) é celebrado todos os anos na primeira quinta-feira de maio, as celebrações de Urs começam com a cerimônia 'Ghusal' conduzida pelo filho de Mian Saheb, Shibli Aziz, e Rasm e Sandal de Baba Nadir Hussain, conhecido como 'Tootan Waali Sarkar 'que é Peer O Murshid (Mestre Espiritual) de Aziz Mian. As celebrações Urs continuam por três dias, começando com 'Ghusal' seguido por 'Chadar Poshi' e 'Mehfil e Samaa' (urdu: Mehfil-e-Samaa ) de Qawwali ('samaa' significa o público ouvinte em urdu e árabe). Cerca de sete a oito grupos qawal se apresentam. A celebração termina após o último ritual de 'Qul'. A celebração Urs (aniversário da morte) é organizada por Shibli Aziz Mian, que está mais interessado no misticismo e nas tradições sufis. Ele está promovendo e propagando essa herança espiritual de seu pai e tem um grande número de discípulos (Mureeds) e seguidores.

## Família
Aziz Mian teve 12 filhos. E teve nove filhos, Amir Khusro, Shibli, Junaid, Tabreiz, Imran, Naeem, Aslam e Farhan, etc. Seu filho Shibli não é um qawwal, mas seu sucessor no sufismo, enquanto todos os outros filhos seguiram os passos em Qawwali. Eles são muito semelhantes em estilo ao próprio Aziz Mian e como outros filhos de qawwals famosos (Amjad Sabri por exemplo, ou Waheed e Naveed Chishti), eles executam muitos dos sucessos de seus pais. Tabrez é, no entanto, considerado o mais próximo do estilo de seu pai. Sua aparência e seu estilo são uma imagem espelhada de seu pai. Tabrez também viajou pela América do Norte para uma homenagem a Aziz Mian Qawwal.

## Legado
- Aziz Mian Qawwal é considerado um dos maiores e mais influentes cantores sufi Qawwali
- Seu famoso Qawwali Main Sharabi foi apresentado no filme indiano Cocktail e foi cantado por seu filho Imran Aziz Mian
- Uma ponte foi nomeada em homenagem a Aziz Mian como Ponte Aziz Mian perto de seu santuário em Multan

## Prêmios e reconhecimento
- Sua primeira turnê foi pelo Irã em 1966, lá ele realizou sua primeira apresentação internacional antes do Xá do Irã Mohammad Reza Pahlavi, ele foi agraciado com uma medalha de ouro após a apresentação.
- Por seu serviço na música, o Governo do Paquistão concedeu-lhe a medalha Pride of Performance em 1989.
- Ele premiou com uma placa dourada por Ruhollah Khomeini, durante uma das viagens de Aziz Mian ao Irã

## Álbuns
- 1976 Aziz Mian (EMI Pakistan)
- 1976 Allah Hi Jaane Kaun Bashar Hai (EMI Pakistan)
- 1977 Aziz Mian Qawwal & Party (EMI Pakistan)
- 1978 Baksh Deta Toh Baat Kuch Bhi Na Thi (EMI Pakistan)
- 1978 Is Tere Sar Ki Qasam (EMI Pakistan)
- 1978 Voh Dil Hi Kya Tere Milne Ki Jo Dua Na Kare (EMI Pakistan)
- 1979 Aziz Mian & Others – Teri Soorat Nigahon Mei Phirti Rahe / Main Sharabi (EMI Pakistan)
- 1979 Ashk Aankho Mei Thamte Nahi Hai (Emi Pakistan)
- 1979 Ik Mard E Qalandar (Shalimar Recording Company Pakistan / Multitone Records)
- 1980 Nabi Nabi Ya Nabi Nabi (EMI Pakistan)
- 1980 Ye Mai Hai Zara Sonch (EMI Pakistan)
- 1980 Aaj Ki Raat Hai (EMI Pakistan)
- 1980 Aziz Mian Qawwal (EMI Pakistan)
- 1980 Tarrapte Hai Machalte Hai (Shalimar Recording Company Pakistan / Multitone Records)
- 1981 Aziz Mian Ka Wada (EMI Pakistan)
- 1981 Aziz Mian Vol.1 (EMI Pakistan)
- 1981 Aziz Mian Vol.2 (EMI Pakistan)
- 1982 Aankh Barsi Hai Tere Naam Pe (EMI Pakistan)
- 1982 Tha Bhi Mai Aur Hoo Bhi Mai (EMI Pakistan)
- 1983 Yeh Paisa Kya Karega (EMI Pakistan)
- 1983 Mitti Ki Moorat (EMI Pakistan)
- 1983 Shahbaz Qalandar (EMI Pakistan)
- 1983 Soey Maikada Na Jaate (EMI Pakistan)
- 1984 Hashr Ke Roz Volume – 1 & 2(EMI Pakistan)
- 1984 Jannat Mujhe Mile Na Mile (EMI Pakistan)
- 1984 Ae Ri Mai Toh Prem Deewani(EMI Pakistan)
- 1985 Aasman Se Utaara Gaya (EMI Pakistan)
- 1985 Jalwo Se Muhammad (S) Ke (EMI Pakistan)
- 1986 Rag Rag Bole Rasool (S) Meri(EMI Pakistan)
- 1986 Bhala Hua Kabeera(EMI Pakistan)
- 1990 Is Daur Ke Insaan Se Kuch Bhool Hui Hai (EMI Pakistan)
- 1990 Greatest Hits Of Aziz Mian (EMI Pakistan)
- 1992 Milegi Shaikh Ko Jannat(OSA Records)
- 1993 Sharabee Sharabee Teri Soorat (OSA Records)
- 1993 Sharabee Live in England (OSA Records)
- 1994 Qalandar Mast Qalandar Vol.5 (OSA Records)
- 1994 Takhti Vol.30 (OSA Records)
- 1994 Taj Dar E Haram Vol.32 (OSA Records)
- 1994 Shaam Pae Gayee (OSA Records)
- 1995 Wadah(OSA Records)
- 1995 Saaya E Mustafa Hussain (OSA Records)
- 1995 Sajdah (OSA Records)
- 1995 Rut Albeli Raat Suhani Vol.4 (OSA Records)
- 1995 Naseem E Subha (OSA Records)
- 1995 Dhoom (OSA Records)
- 1995 Allah Hi Jaane Vol.14 (OSA Records)
- 1996 Mere Khoon E Arzoo Ko (Sonic Enterprises)
- 1996 Khwaja Piya (OSA Records)
- 1996 Khwaja Ki Deewani (OSA Records)
- 1996 Ishq Mei Ham(OSA Records)
- 1996 Dil Jala (OSA Records)
- 1996 Bhar Do Jholi (OSA Records)
- 1996 Bewafa Vol.15 (OSA Records)
- 1997 Jannat Mujhe Mile(OSA Records)
- 1997 Allah Hi Jane Live in England (OSA Records)
- 1997 Akhian Dee Gali (OSA records)
- 1997 Jaisi Karni Waisi Bharni (MovieBox UK)
- 1997 Allah Bahot Bada Hai (Moviebox Birmingham)
- 1998 Shikwa Jawab E Shikwa (OSA Records)
- 1999 Maati Ke Putle (OSA Records)
- 1999 Chaadar Fatima Ki (OSA Records)
- 1999 Humen Toh Loot Liya (Hi-Tech Music)
- 1999 Bade Badnaseeb Theh Hum (Hi-Tech Music)
- 2003 Nas Nas Bole Nabi Nabi (S) (OSA Records)
- 2003 Duniya Ka Ajeeb Bazaar – Last Recording (OSA Records)
- 2007 Mere Saamne Reh (OSA Records)
- 2014 Hum Kaise Guzaara Karte Hai (EMI Pakistan)

### Artista contribuinte
- 1987 Sher E Yazdaan Ali Ali (EMI Pakistan)
- 1987 Maikhana – Aziz Miyan & Sabri Brothers (EMI Pakistan)
- 2004 Main Sharabi – Aziz Mian & Sabri Brothers Qawwal (OSA Records)
- 2006 The Best Qawwali Album in the World Ever – Nusrat Fateh Ali Khan, The Sabri Brothers & Aziz Mian (EMI Pakistan)